# José María Michavila
José María Michavila Núñez (ur. 28 marca 1960 w Madrycie) – hiszpański polityk, prawnik i nauczyciel akademicki, parlamentarzysta, w latach 2002–2004 minister sprawiedliwości.

## Życiorys
Absolwent prawa i historii na Uniwersytecie Complutense w Madrycie, doktoryzował się na tej uczelni. Uzyskał uprawnienia adwokata, został też nauczycielem akademickim na macierzystym uniwersytecie. W latach 1990–1993 pełnił funkcję sekretarza generalnego UCM.
Zaangażował się w działalność polityczną w ramach Partii Ludowej, był sekretarzem tej partii do spraw programowych (1993–1996). W 1993 po raz pierwszy uzyskał mandat posła do Kongresy Deputowanych. Z powodzeniem ubiegał się o reelekcję do niższej izby Kortezów Generalnych w wyborach w 1996, 2000, 2004 i 2008. W latach 1996–2000 zajmował stanowisko sekretarza stanu do spraw kontaktów z parlamentem, następnie do 2002 był sekretarzem stanu w resorcie sprawiedliwości. W lipcu 2002, podczas rekonstrukcji drugiego rządu José Maríi Aznara, objął w tym gabinecie urząd ministra sprawiedliwości. Sprawował go do kwietnia 2004.
Po odejściu z rządu podjął praktykę adwokacką, współtworzył prywatną firmę prawniczą wraz z Ángelem Acebesem. Wśród jego klientów znaleźli się m.in. piosenkarze Shakira i Alejandro Sanz. W 2009 José María Michavila zrezygnował z zasiadania w parlamencie. W 2012 został powołany w skład hiszpańskiej Rady Stanu, rządowego organu doradczego.